# Deutscher Reichsbauernrat
Der Deutsche Reichsbauernrat war eine Organisation in der Agrarwirtschaft und Agrarpolitik im Deutschen Reich von 1933 bis 1941.

## Geschichte
Der Reichsbauernrat wurde mit Wirkung vom 19. September 1933 durch den Reichsminister für Ernährung und Landwirtschaft Richard Walther Darré eingerichtet, der ihn am 22. April 1941 kriegsbedingt wieder auflöste und durch den „Reichsbeirat für Ernährung und Landwirtschaft“ ersetzte, der aber bereits 1942 von Staatssekretär im Reichsministerium für Ernährung und Landwirtschaft Herbert Backe „liquidiert“ wurde.
Der Reichsbauerntag, eine interne Veranstaltung des Reichsbauernrates, fand (im Vorfeld des Reichserntedankfestes) in Goslar statt. Die Kanzlei des Deutschen Reichbauernrates befand sich bis 1939 in München.

## Aufgaben
Der Reichsbauernrat diente als Beirat des Reichsbauernführers mit der Zielsetzung der Vereinigung der Spitzenkräfte des Reichsnährstandes zu einem einheitlichen Führerkorps, ein Äquivalent der SS für den Bauernstand. Die enge Verknüpfung mit der Person Darrés verhinderte jedoch nicht seinen Machtverlust, der 1942 in seiner Absetzung als Reichsernährungsminister und Reichsbauernführer mündete.
Laut ihrer Satzung von 1935 bestand die Organisation aus ordentlichen Mitgliedern (Reichsbauernführer und um das Bauerntum verdiente Personen) und Mitgliedern kraft Amtes (Amtsträgern des Reichsnährstandes, Landesbauernführern und Landesobmännern).
Weitere Aufgaben waren:
- die Betreuung der Bauernführer in persönlichen Angelegenheiten
- die Regelung des Verkehrs mit dem Reichsbauernführer
- Führung der Personalakten, Regelung von Ehrenangelegenheiten und Verwaltungsangelegenheiten. Dazu diente bis 1939 die Dienststelle des Siegelwahrers (Kanzlei des Deutschen Reichbauernrates) in München. Ab 1936 wurden diese Aufgaben von der Eigenkanzlei des Reichsbauernführers Richard Walther Darré in Berlin übernommen.

## Siegelwahrer
- Richard Arauner (1934–1936), Mitarbeiter des Reichsamtes für Agrarpolitik, Ausscheiden durch Tod
- Erwin Metzner (1936–1939)
- Johannes von Reibnitz (1939), Landesbauernführer von Schlesien, Ausscheiden durch Tod
- Walther Seidler (1939), kommissarisch
- Gustav Giesecke (1939–1941), kommissarisch

## Sprecher
- Werner Willikens (1934–1935),
- Walter Granzow (1935–1937),
- Wilhelm Bloedorn (1937–1939),
- Erwin Metzner (1939–1941), kommissarisch